# 托恩盖特山国家公园
托恩盖特山国家公园（英語：Torngat Mountains National Park）是坐落于加拿大紐芬蘭與拉布拉多省北端拉布拉多半岛的国家公园。公园建立于2005年1月22日，2008年7月10日正式成立。此為拉布拉多地区首个国家公园。公园占地面积9,700平方公里，从契德利角（Cape Chidley）南部延伸至萨格勒克峡湾（Saglek Fjord）。是加拿大大西洋地区最大的国家公园，也是北极山脉最南端的国家公园。公园保护的野生动物主要有北美驯鹿、北极熊、北極狐、拉布拉多灰狼、游隼、金雕，并提供野外休閒活动，如健行、攀岩和皮艇活动。托恩盖特山一名来源于伊努克提圖特語Torngait，是精神之地的意思。